# Печень по-строгановски

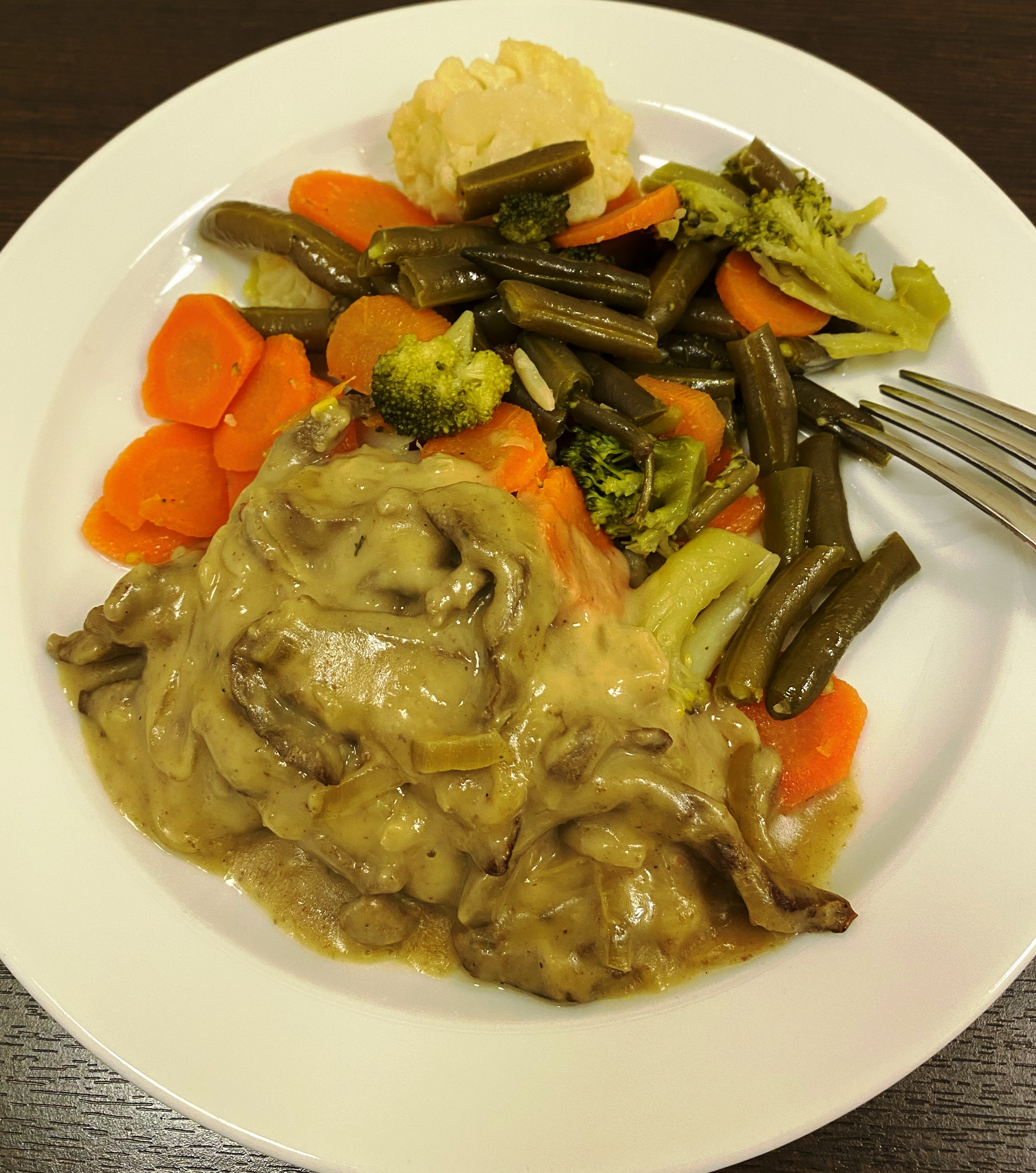
Печень по-строгановски с овощным гарниром

Печень по-строгановски — блюдо русской кухни, изготовляемое из говяжьей, телячьей или, значительно реже, свиной или бараньей печени. Появилось в XIX веке как разновидность более старого русского блюда «печень в сметане». Своё название это кушанье получило по аналогии с бефстрогановом, который оно в значительной степени воспроизводит с точки зрения технологии приготовления: как и в бефстроганове, основной продукт в нём нарезается мелкими брусочками или соломкой, неизменным дополнительным ингредиентом является репчатый лук, а основу соуса составляет сметана.
В России, как и ранее в Советском Союзе, печень по-строгановски является популярным блюдом не только домашней кухни, но и общепита. Часто подаётся в столовых учебных заведений и дошкольных учреждений, больниц, детских оздоровительных лагерей. На блюдо распространяются нормы ГОСТ 31987-2012, предписывающие использование исключительно говяжьей печени. В соответствии с данными нормами энергетическая ценность блюда составляет 174,52, содержание белков — 3,67, жиров — 9,82, углеводов — 7,35 граммов на 100 граммов продукта.
В Белоруссии некоторые предприятия пищевой промышленности выпускают печень по-строгановски в виде консервированного полуфабриката.
С кулинарной точки зрения печень по-строгановски не является сложным блюдом. Нарезанную продолговатыми кусочками и посыпанную солью и чёрным перцем печень жарят в сковороде на обычном сливочном (по ГОСТу) либо топлёном масле, заправляют пассерованным репчатым луком, заливают сметаной, добавляют томатную пасту и доводят до кипения. Некоторые рецепты предусматривают добавление в блюдо мелко нарезанных грибов, в частности, шампиньонов, а также зелени.
Печень по-строгановски обычно подаётся в качестве основного блюда — в этом случае её посыпают зеленью петрушки или укропом, а в качестве гарнира её обычно сопровождает гречка, отварной картофель или картофельное пюре, реже — варёные овощи. Иногда это кушанье может служить горячей закуской и в этом случае подаётся без гарнира.